# Соротокина, Нина Матвеевна

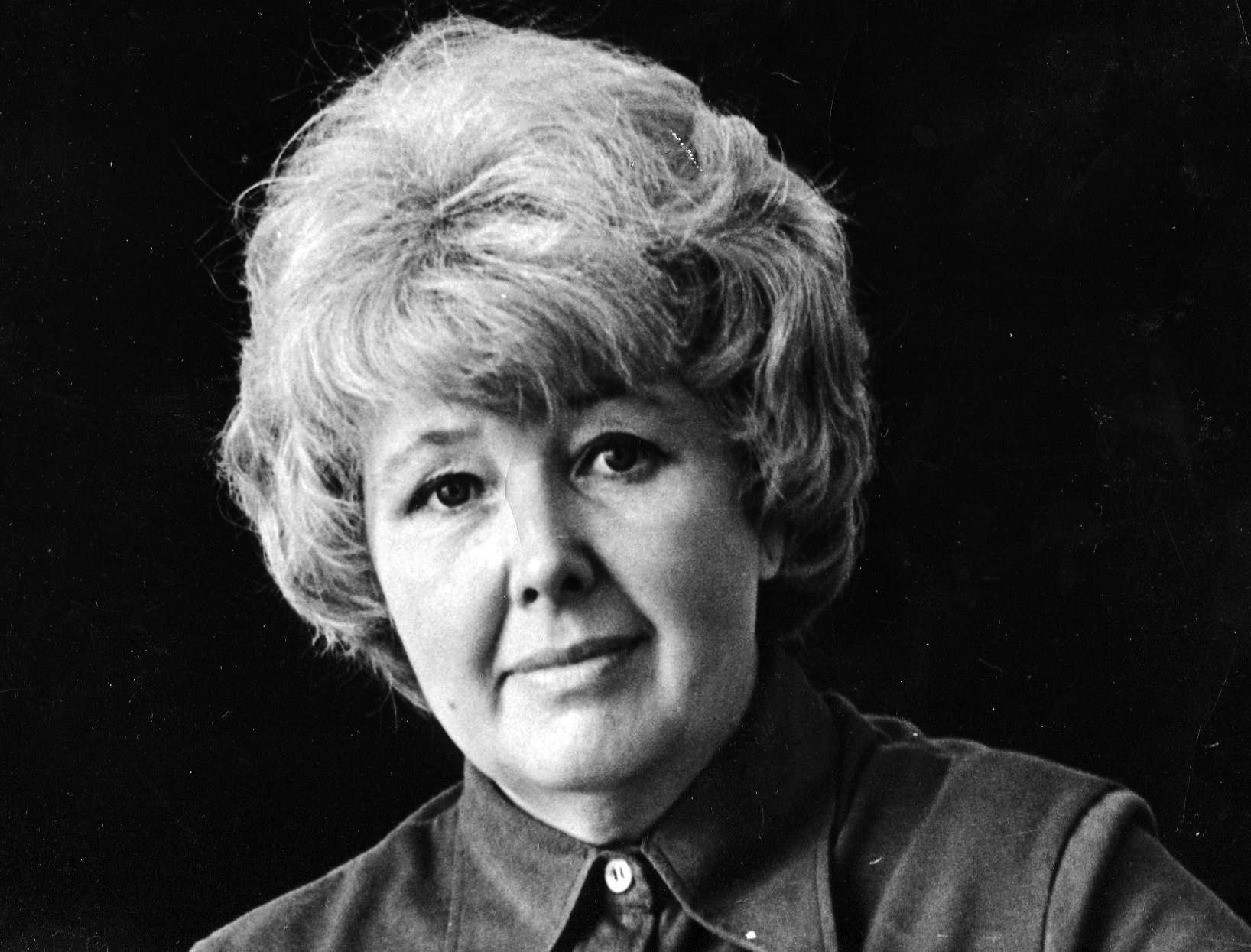
Нина Матвеевна Соротокина, 1970-е годы.

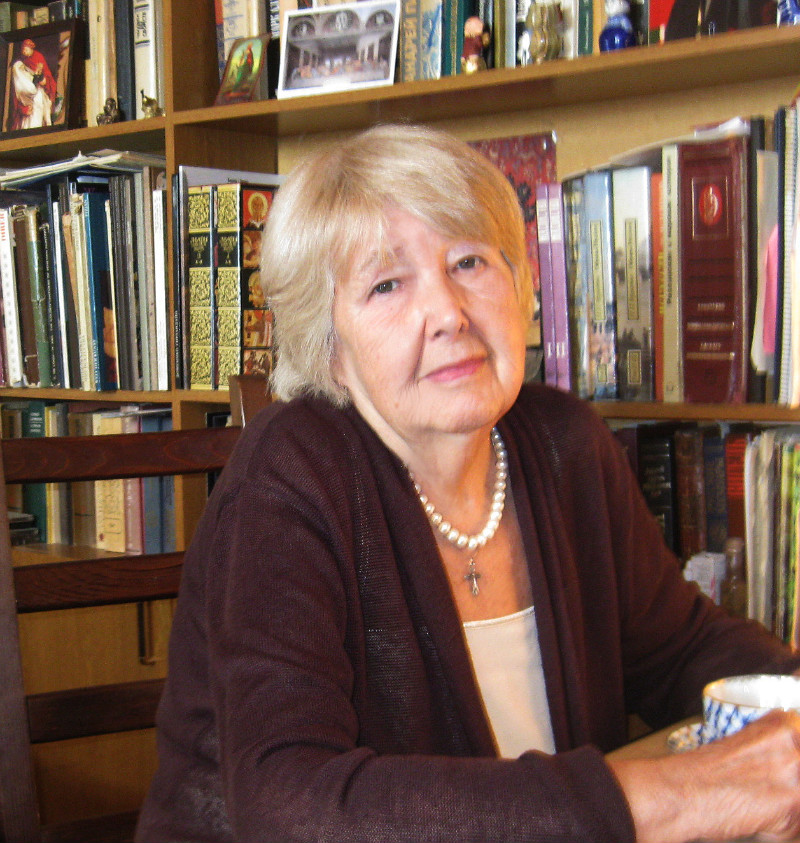
Нина Матвеевна Соротокина, апрель 2014 года

Нина Матвеевна Соротокина (1 января 1935, Дегтярск — 7 мая 2019, Москва) — советская и российская писательница, сценаристка и педагог. Автор романа «Трое из навигацкой школы», послужившего основой серии фильмов, начиная с «Гардемарины, вперёд!».

## Биография
Родилась в посёлке Дегтярск Свердловской области. Окончила Новосибирский институт инженеров водного транспорта (1958) и аспирантуру (1964). Переехала с мужем и сыном в Москву. Работала в тресте «Водоканалпроект» (1960—1963), преподавала в строительном техникуме «наружную канализацию и водопровод» (1963—1980).
Посещала семинар при Союзе писателей, где познакомилась с Юрием Нагибиным. Печаталась как прозаик с 1976 года. Публикации в журнале «Подъем» (1990, № 6—8; 1991, № 9—10).
Член Союза писателей СССР с 1991 года. Произведения переведены на английский, болгарский, итальянский, норвежский, чешский языки.
Жила в Троицке. Почётный гражданин этого города (2012).
Умерла 7 мая 2019 года на 85 году жизни. Похоронена на Троицком городском кладбище.

## Семья
- Муж — физик-теоретик Феликс Романович Улинич.

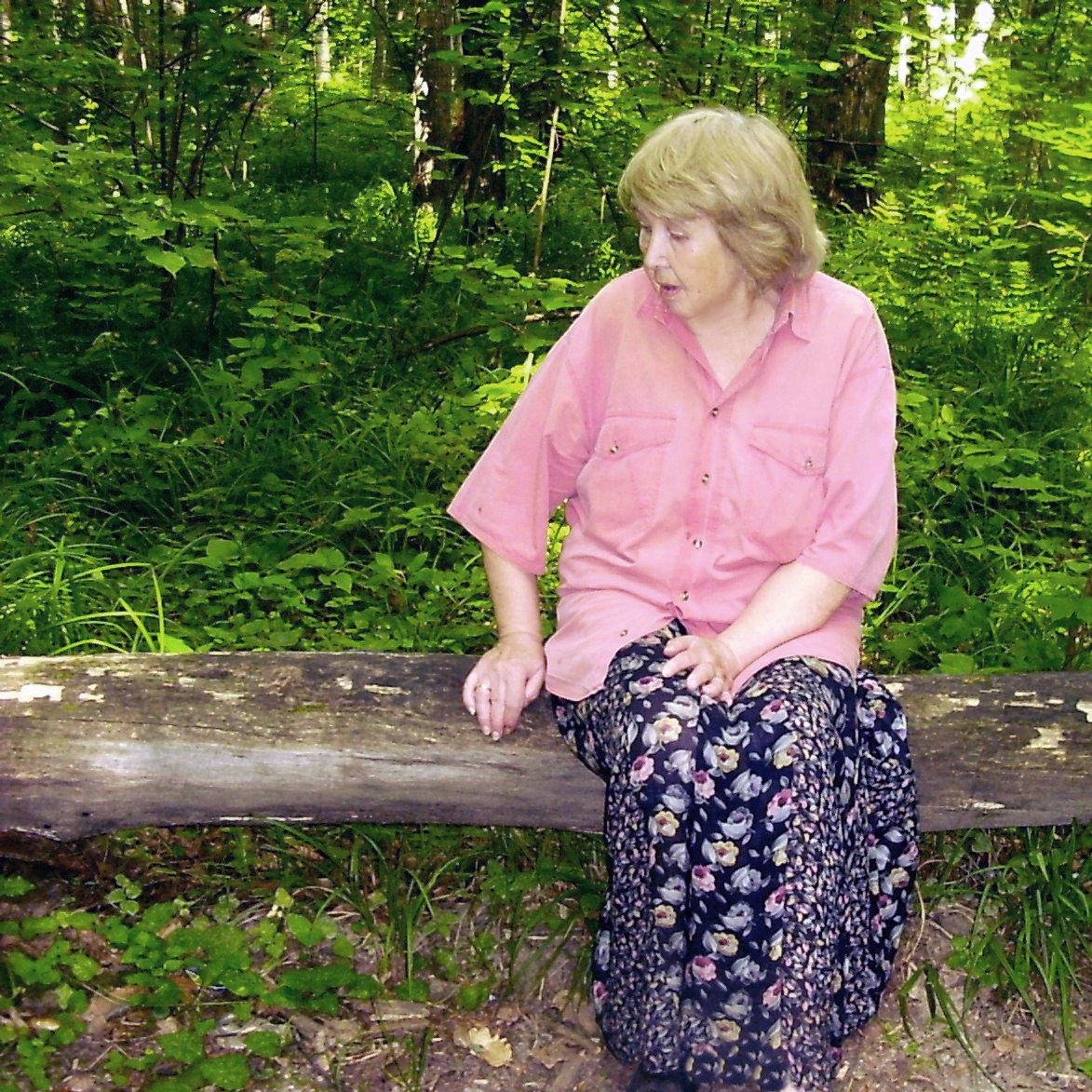
Нина Матвеевна Соротокина

  - Сыновья — Алексей и Николай.

## Книги
1. Майский жук
2. Просто люди
3. Соротокина Н. М. Гардемарины. — М.: Советский писатель, Дрофа, 1992. — 100 000 экз. — ISBN 5-265-03051-4.
4. Кладоискатели
5. Трое из навигацкой школы. ISBN 978-5-9533-5730-2
6. Свидание в Петербурге. ISBN 978-5-9533-5814-9
7. Канцлер, ISBN 978-5-9533-5924-5
8. История России: женский взгляд.
9. Фаворит императрицы, ISBN 5-7905-3378-7
10. Прекрасная посланница
11. Императрица Елизавета Петровна. Её недруги и фавориты
12. Фавориты Екатерины Великой, ISBN 978-5-9533-4279-7
13. Закон парности, ISBN 978-5-9533-5999-3
14. Под общим зонтом, ISBN 978-5-89513-090-2
15. Венец всевластия, или Жена Ивана Великого, ISBN 5-7905-4012-0
16. История России в лицах, ISBN 5-275-00696-9, 5-7390-1168-X
17. Бенвенуто Челлини (2011 г.), ISBN 978-5-9533-5165-2
18. Личная жизнь Александра I (2012 г.) ISBN 978-5-9533-5949-8
19. Курьер из Гамбурга
20. История России. Правдивые сказки. Учебно-методическое пособие
21. С видом на Париж, или попытка детектива. роман, рассказы. М. 2017 ISBN 978-5-00095-350-1
22. Великая Екатерина. Рожденная править.

## Сценарии фильмов
1. Гардемарины, вперёд!, 1987 г.
2. Виват, гардемарины!, 1991 г.
3. Гардемарины III, 1992 г.